# Marina Sudakova
Marina Vladimirovna Sudakova (Volgogrado, 17 de fevereiro de 1989) é uma handebolista profissional russa, campeã olímpica.

## Carreira
Marina Sudakova fez parte do elenco medalha de ouro na Rio 2016.